# Camelocerambyx singularis
Camelocerambyx singularis är en skalbaggsart som beskrevs av Maurice Pic 1922. Camelocerambyx singularis ingår i släktet Camelocerambyx och familjen långhorningar.
Artens utbredningsområde är Laos. Inga underarter finns listade.